# THIS IS MY TRUTH
「THIS IS MY TRUTH 〜SHININ' STAR〜」（ディス・イズ・マイ・トゥルース シャイニン・スター）は、1987年5月1日に発売された角松敏生通算11作目のシングル。

## 解説
<THIS IS MY TRUTH>は日本テレビ系ドラマ「敵同志・好き同志」主題歌として書かれた作品で、シングルのみの収録曲。後にベスト・アルバム『1981-1987』に収録された。角松によれば、この頃から打ち込みにかなり凝りだしたという。
<JUNE BRIDE>は同じくドラマ「敵同志・好き同志」挿入歌として使用された楽曲。同年リリースされたインストゥルメンタル・アルバム『SEA IS A LADY』にインストゥルメンタル・ヴァージョンが収録された。ボーカル入りはオリジナル・アルバム未収録曲だったが、後にバラード・ベスト・アルバム『TEARS BALLAD』にニュー・ヴァージョンが収録された。

## 収録曲

### SIDE A
1. THIS IS MY TRUTH 〜SHININ' STAR〜
  - 作詞 · 作曲 · 編曲 : 角松敏生
  - 日本テレビ系ドラマ「敵同志・好き同志」主題歌

### SIDE B
1. JUNE BRIDE
  - 作詞 · 作曲 · 編曲 : 角松敏生、ストリングス編曲 : 大谷和夫
  - 日本テレビ系ドラマ「敵同志・好き同志」挿入歌

## ミュージシャン

### THIS IS MY TRUTH〜SHININ' STAR〜
- VOCAL, GUITAR, KEYBOARDS PROGRAMMING, BACKGROUND VOCALS : 角松敏生
- SAXOPHONE SOLO : ジェイク・コンセプション
- KEYBOARDS : 友成好宏, 林有三

### JUNE BRIDE
- VOCAL, DRUM PROGRAMMING, BACKGROUND VOCAL : 角松敏生
- ACOUSTIC GUITAR : 吉川忠英
- SYNTHESIZER : 友成好宏, 林有三
- TROMBONE : 向井滋春
- BACKGROUND VOCAL : 国分友里恵
- STRINGS : 友田GROUP

## クレジット
- DIRECTOR : 岡村右